# Ликке, Карл
Карл Ликке (нем. Karl Liecke; 8 мая 1910, Пазинг, Бавария — 29 июля  1976, Глонн, Верхняя Бавария) — оберштурмбаннфюрер СС, кавалер Рыцарского креста Железного креста.

## Карьера
1 мая 1937 года вступает в ряды НСДАП (№ 4822085), 1 января 1940 — в СС (№ 422140).
4 апреля 1939 поступил в службу полиции, 2 октября переведён в штаб только что сформированной Полицейской дивизии СС, как второй ордонанс-офицер, исполняющий обязанности квартирмейстера.
22 марта 1942 Карл Ликке был тяжело ранен и лишь с 3 декабря 1942 стал командиром 5-й роты 3-го полицейского полка СС.
В сентябре 1943 года переведён квартирмейстером 13-й горнопехотной дивизии СС «Ханджар». С 20 июля 1944 командир 1-го батальона 28-го горнопехотного полка СС. 24 ноября назначен командиром 27-го горнопехотного полка СС. 3 мая 1945 награждён Рыцарским крестом Железного креста.

## Звание
- Унтерштурмфюрер — ?
- Оберштурмфюрер — ?
- Гауптштурмфюрер — ?
- Штурмбаннфюрер — май 1945

## Награды
- Железный крест 2-го класса
- Железный крест 1-го класса
- Немецкий крест в золоте (28 февраля 1945)
- Рыцарский крест (3 мая 1945)